# アイランド・デフ・ジャム・ミュージック・グループ
アイランド・デフ・ジャム・ミュージック・グループ（Island Def Jam Music Group）は、アメリカ合衆国に本拠を置くユニバーサル ミュージック グループ傘下のレコードレーベル・グループであった。2014年4月1日、ユニバーサル ミュージック グループはアイランド・デフ・ジャム・ミュージック・グループをアイランド・レコード、デフ・ジャム・レコーディングス、モータウンの三社の事業体に分割することを発表し、アイランド・デフ・ジャム・ミュージック・グループは解散した。

## 概要
1999年にアイランド・レコードとデフ・ジャムが合併して形成された。現在、世界中で400以上のアーティストと契約があり、また経営統合によりしばらく使用されていなかったレーベルであるマーキュリー・レコードの版権資産も受け継いでいる。グループ傘下では、現在でもアイランド・レコードとデフ・ジャムのそれぞれのレーベル名で発売を行っている。2011年には同ユニバーサルのモータウン・レコードが傘下にあったユニバーサル・モータウン・リパブリック・グループより別れ、このレーベル・グループへと編入された。
グループ傘下の主なアーティストとしては、ボン・ジョヴィ、デフ・レパード、ジェイ・Z、カニエ・ウェスト、ナズ、LLクールJ、ニーヨ、マライア・キャリー、サム41、宇多田ヒカル、サライヴァ、フーバスタンクなどがある。